# Jei Beibi
Jei Beibi es el octavo y actual álbum de estudio de la banda de rock alternativo Café Tacvba, lanzado al mercado el 5 de mayo de 2017 . Fue producido por el argentino Gustavo Santaolalla, principiante productor de la banda. Este álbum se caracteriza por no haber sido grabado por una empresa discográfico sino que fueron producidos y grabados de la banda de forma independiente. El sencillo «Un Par De Lugares» se pensaba formaría parte de este álbum pero al final no fue añadió tras la dificultad de los formatos de Vinil y CD. El primer sencillo del álbum fue «Futuro», publicado en 2016. Todo el álbum fue publicado y licenciado por la compañía ONErpm.

## Lista de canciones
| N.º | Título                                     | Duración |  |
| 1.  | «1-2-3» (Joselo Rangel, Emmanuel del Real) | 3:18     |  |
| 2.  | «Matando» (Joselo Rangel)                  | 4:42     |  |
| 3.  | «Automático»                               | 1:32     |  |
| 4.  | «Enamorada» (Emmanuel del Real)            | 2:52     |  |
| 5.  | «Futuro» (Enrique Rangel)                  | 3:09     |  |
| 6.  | «Resolana de luna»                         | 1:55     |  |
| 7.  | «El mundo en que nací» (Emmanuel del Real) | 5:09     |  |
| 8.  | «Me gusta tu manera»                       | 4:04     |  |
| 9.  | «Vaivén»                                   | 4:52     |  |
| 10. | «Que no» (Enrique Rangel)                  | 5:25     |  |
| 11. | «Diente de león»                           | 5:25     |  |
| 12. | «Disolviéndonos» (Rubén Albarrán)          | 6:08     |  |
| 13. | «Celebración»                              | 2:53     |  |

## Créditos
Miembros
- Rubén Albarrán
- Emmanuel del Real
- Joselo Rangel
- Quique Rangel

Otros créditos
- Café Tacvba: Producción
- Gustavo Santaolalla: Producción
- Joey Waronker: Técnico de grabación
- Mick Guzauski: Ingeniero de mezcla
- Tom Baker: Mastering